# Bird in the Peninsula
Bird in the Peninsula ist ein französisch-japanischer Kurzfilm unter der Regie von Atsushi Wada aus dem Jahr 2022. Der Film feierte am 11. Februar 2022 auf der Berlinale seine Weltpremiere in der Sektion Berlinale Shorts.

## Handlung
Ein Lehrer korrigiert die Tanzschritte von Jungen, die einen rituellen Tanz einüben, der ihre traditionelle Initiation an der Schwelle zum Erwachsenenleben begleitet. Ein Mädchen beobachtet die Szenerie und will mitmachen, darf aber nicht; es stört. Ohne den Grund dafür zu kennen, läuft es einem der Jungen hinterher, als dieser einem auffälligen Vogel folgt. Diesen Vogel wird auch der Junge schon bald nicht mehr sehen können.

## Produktion

### Filmstab
Regie führte Atsushi Wada, von dem auch Drehbuch und Filmschnitt stammen. Die Musik komponierte Mio Adachi.

### Produktion und Förderungen
Produziert wurde der Film von Emmanuel-Alain Raynal, Pierre Baussaron und Nobuaki Doi.

### Dreharbeiten und Veröffentlichung
Der Film feierte am 11. Februar 2022 auf der Berlinale seine Weltpremiere in der Sektion Berlinale Shorts.

## Auszeichnungen und Nominierungen
- 2022: Internationale Filmfestspiele Berlin
  - Lobende Erwähnung im Wettbewerb um den Goldenen Bären im Bereich Kurzfilm[3]